# Notre-Dame-des-Sept-Douleurs
Notre-Dame-des-Sept-Douleurs eller Île-Verte är en kommun av typen socken (municipalité de paroisse) i provinsen Québec i Kanada, som omfattar ön Île Verte i Saint Lawrencefloden. Den ligger i regionen Bas-Saint-Laurent, i den östra delen av landet, 500 km nordost om huvudstaden Ottawa.